# Охајо
Охајо (енгл. Ohio) држава је на средњем западу Сједињених Америчких Држава По површини је 34. држава, а по броју становника је 7. најнасељенија држава са скоро 11,8 милиона становника. У Охају се налази неколико највећих америчких градова и седам градских области са преко 500.000 становника.
Главни град је Коламбус. Англизирано име „Охајо“ долази од ирокеске речи ohi-yo’, што значи „велика река“. Охајо је примљен у Унију као 17. држава 1. марта 1803.
Власт у Охају се састоји од извршне гране, коју предводи гувернер; законодавне гране, коју чини Генерална скупштина Охаја и судске гране, на чијем челу је Врховни суд Охаја.

## Демографија
| 1900.     | 1910.     | 1920.     | 1930.     | 1940.     | 1950.     | 1960.     | 1970.      | 1980.      | 1990.      | 2000.      | 2010.      |
| --------- | --------- | --------- | --------- | --------- | --------- | --------- | ---------- | ---------- | ---------- | ---------- | ---------- |
| 4.157.545 | 4.767.121 | 5.759.394 | 6.646.697 | 6.907.612 | 7.946.627 | 9.706.397 | 10.652.017 | 10.797.630 | 10.847.115 | 11.353.140 | 11.536.504 |

## Галерија
- Поглед на реку Охајо
- Мапа градова и река Охаја
- Мапа густине насељености
- Приказ статистике етничког порекла становништва
- Охајо стадион